# Józef Kuśmierek
Józef Kuśmierek (ur. 16 marca 1927 w Warszawie, zm. 27 marca 1992 tamże) – polski dziennikarz, reportażysta.

## Życiorys
Urodził się w rodzinie Jana i Bronisławy z domu Cykowskiej. Podczas II wojny światowej członek Gwardii Ludowej, następnie Armii Ludowej. W 1943 był członkiem oddziału ochrony pierwszego posiedzenia Krajowej Rady Narodowej. Debiutował w czasie powstania warszawskiego reportażem W płonącej Warszawie. Relacja uczestnika walk w piśmie „Zwyciężymy” nr 172 z 1944. W latach 1945–1949 członek redakcji „Trybuny Dolnośląskiej”. Następnie pracował w Warszawie. Publikował swoje teksty w „Po prostu”, „Przeglądzie Kulturalnym” i „Polityce”. Od 1973 członek redakcji „Życia Warszawy”. Pod koniec lat 70. współpracował z Konwersatorium „Doświadczenie i Przyszłość”, publikował w prasie drugiego obiegu, m.in. „Krytyce, Biuletynie Informacyjnym KOR”. W stanie wojennym internowany w obozie w Darłówku. W 1989 r. w redakcji „Gazety Wyborczej”.
Specjalizował się w problematyce ekonomicznej. Pokazywał w swych reportażach absurdy systemu gospodarczego PRL, największą sławę zyskała mu jego szydercza kampania reporterska o sznurek do snopowiązałek, którego nie umiał zapewnić socjalistyczny przemysł. Początkowo publikował oficjalnie.. Od lat 70. publikował w Polsce poza cenzurą oraz na emigracji. Pisał także scenariusze filmowe (Trzy kroki po ziemi), słuchowiska i utwory sceniczne (A deszcz wciąż pada, Cena, Rok 1944, Superata).
Zmarł w Warszawie, pochowany na cmentarzu parafialnym w Zerzniu.

## Publikacje
- Uwaga! Człowiek, Warszawa 1951
- Droga do szkoły, Warszawa 1952
- Opowiadania reportera, Warszawa 1954
- Rok 1944, Warszawa 1955
- Wyrok, Warszawa 1957
- O czym wiedziałem, Warszawa 1979
- Inwazja głodu, Warszawa 1981
- Uwaga ! Polska, Warszawa 1981
- Stan Polski, Paryż 1982
- Credo, Warszawa 1983
- List otwarty do M. F. Rakowskiego, Warszawa 1983
- Polacy! Uwaga!. Cz. 1, Polska a Europa, Warszawa 1983
- Polska a Zachód czyli Czekanie pomocy, Warszawa 1983
- Consensus tak, ale, Warszawa 1986
- Libanizacja Polski, Warszawa 1987
- Listy do Adama Michnika, Warszawa 1988
- Cela numer 3, Warszawa 1989
- Nie ma ważniejszej sprawy, Warszawa 1989
- Obecny, Londyn 1991

Źródło:.

## Nagrody
- II nagroda w Ogólnopolskim Konkursie na reportaż prasowy o tematyce związanej z budową Portu Północnego (1974)[5]
- Nagroda im. A. Bocheńskiego za całokształt twórczości (1989)[4]
- Nagroda Polskiego Pen Clubu im. Ksawerego Pruszyńskiego (1989)
- Nagroda Kisiela (1990)